# 神崎裕
神崎 裕（かんざき ゆたか、2月17日 - ）は、和歌山県出身 の漫画家。女性。
1994年、『るんるん』（講談社）3月号に掲載された「チョコレートマジック」でデビュー。
主に『なかよし』（講談社）やその関連誌で活動しており、モーニング娘。を題材にした『娘。物語』シリーズや、スポーツの日本代表を題材にした作品など、タイアップ作品が多い。
影響を受けた漫画として、『なな色マジック』（あさぎり夕）を挙げている。

## 主な作品
すべて講談社から刊行。
- COOL!（全1巻）
- 娘。物語シリーズ
  - 娘。物語（全6巻）
  - 娘。物語ALIVE!（全2巻）
- NON STOP GIRL（全1巻、デビュー作を収録）
- アタック!（全1巻）
  - アテネオリンピックバレーボール女子日本代表を題材にした作品。
- なでしこシュート!（全1巻）
  - 北京オリンピックサッカー女子日本代表を題材にした作品。